# 硇洲镇
硇洲镇，是中华人民共和国广东省湛江市麻章区下辖的一个乡镇级行政单位。

## 行政区划
硇洲镇下辖以下地区：
淡水社区、津前社区、红卫社区、宋皇村、孟岗村、潭北村、北港村和南港村。